# Holden VZ
Der Holden VZ wurde in den Jahren 2004 bis 2006 von der australischen GM-Division Holden gefertigt. Es gab ihn als
- Modell Berlina,
- Modell Calais,
- Modell Commodore,
- Modell Crewman,
- Modell Monaro,
- Modell One Tonner und
- Modell Ute.